# Nerocila heterozota
Nerocila heterozota là một loài chân đều trong họ Cymothoidae. Loài này được Ahmed miêu tả khoa học năm 1970.